# راي دوسن
راي دوسن (بالإنجليزية: Ray Dawson)‏ هو لاعب كرة قدم أسترالية أسترالي، ولد في 8 مايو 1941.

## وصلات خارجية
- راي داوسون على موقع AustralianFootball.com (الإنجليزية)
- راي داوسون على موقع AFLtables.com (الإنجليزية)